# Weissia semipallida
Weissia semipallida är en bladmossart som beskrevs av C. Müller 1898. Weissia semipallida ingår i släktet krusmossor, och familjen Pottiaceae. Inga underarter finns listade i Catalogue of Life.